# Ганс-Йоахім Гадов
Ганс-Йоахім Гадов (нім. Hans-Joachim Gadow; 6 вересня 1898, Тіллендорф — 4 серпня 1978, Рупольдінг) — німецький військово-морський діяч, контрадмірал крігсмаріне (1 лютого 1944). Кавалер Німецького хреста в золоті.

## Біографія
3 жовтня 1916 року вступив добровольцем на флот. Пройшов підготовку у військово-морському училищі в Мюрвіку. З 22 грудня 1916 року служив на важкому крейсері «Фрейя», з 29 березня 1917 року — на лінкорі «Сілезія», з травня 1918 року — на легкому крейсері «Аугсбург». 31 грудня 1918 року переведений в резерв, але 9 серпня 1919 року повернувся на службу. З 27 вересня 1919 року — командир роти 5-го батальйону берегової оборони. З 11 жовтня 1922 року — вахтовий офіцер 4-ї півфлотилії. З 25 вересня 1925 року — 3-й ад'ютант штабу військово-морської станції «Нордзе». З листопада 1927 року командував міноносцями. З 28 вересня 1929 року — прапор-лейтенант 2-ї торпедної флотилії, одночасно командував міноносцями «Вольф» і «Меве». З 28 вересня 1930 року — 4-й офіцер Адмірал-штабу в штабі військово-морської станції «Нордзе». З 27 вересня 1933 року — торпедний офіцер і ад'ютант крейсера «Карлсруе». 27 вересня 1934 року переведений в Управління військової підготовки Морського керівництва (з 1935 року — ОКМ). 13 травня 1937 року призначений командиром ескадреного міноносця «Ріхард Байцен». З 16 травня 1938 року — 1-й офіцер Адмірал-штабу в штабі командувача міноносцями, з 21 жовтня 1939 року — в штабі командувача ескадрених міноносцями. 1 грудня 1939 року призначений командиром 3-ї флотилії ескадрених міноносців. Учасник операції «Везерюбунг», з 14 квітня 1940 року — представник ВМС в Нарвіку. При підготовці операції «Морський лев» 30 серпня 1940 року призначений начальником штабу адмірала Германа фон Фішеля і начальником транспортного флоту «B». З 1 листопада 1940 року — начальник транспортних сил флоту у Франції. 19 лютого 1941 року переведений на посаду начальника Морського командування в Антверпені. 5 квітня 1941 року був направлений до Румунії, очолив групу військово-морських інструкторів і одночасно зайняв пост начальника штабу румунських ВМС. Фактично керував румунським флотом під час бойових дій на Чорному морі. З 8 квітня 1943 року — начальник штабу військово-морської станції «Нордзе», з 22 червня 1943 року — Вищого командування ВМС на Північному морі. 10 липня 1945 року взятий в полон союзниками. 21 лютого 1947 року звільнений.

## Нагороди
- Залізний хрест 2-го класу
- Сілезький Орел 2-го і 1-го ступеня
- Хрест Левенфельда
- Почесний хрест ветерана війни з мечами
- Медаль «За вислугу років у Вермахті» 4-го, 3-го і 2-го класу (18 років)
- Медаль «У пам'ять 1 жовтня 1938»
- Медаль «У пам'ять 22 березня 1939 року»
- Застібка до Залізного хреста 2-го класу
- Залізний хрест 1-го класу
- Нарвікський щит
- Нагрудний знак флоту
- Хрест Воєнних заслуг 2-го класу з мечами
- Медаль «Хрестовий похід проти комунізму» (Румунське королівство)
- Орден Зірки Румунії, командорський хрест з мечами (14 березня 1942)
- Орден «За військові заслуги» (Болгарія), командорський хрест з мечами
- Німецький хрест в золоті (10 жовтня 1943)